# Mayaca madida
Mayaca madida là một loài thực vật có hoa trong họ Mayacaceae. Loài này được (Vell.) Stellfeld mô tả khoa học đầu tiên năm 1967.